# St. Bonifaz (Oberlauter)
Die römisch-katholische Kirche St. Bonifaz in Oberlauter, einem Ortsteil der oberfränkischen Gemeinde Lautertal im Landkreis Coburg, wurde 1957 geweiht und steht unter Denkmalschutz. Es ist eine Filialkirche der Coburger Pfarrei St. Marien.

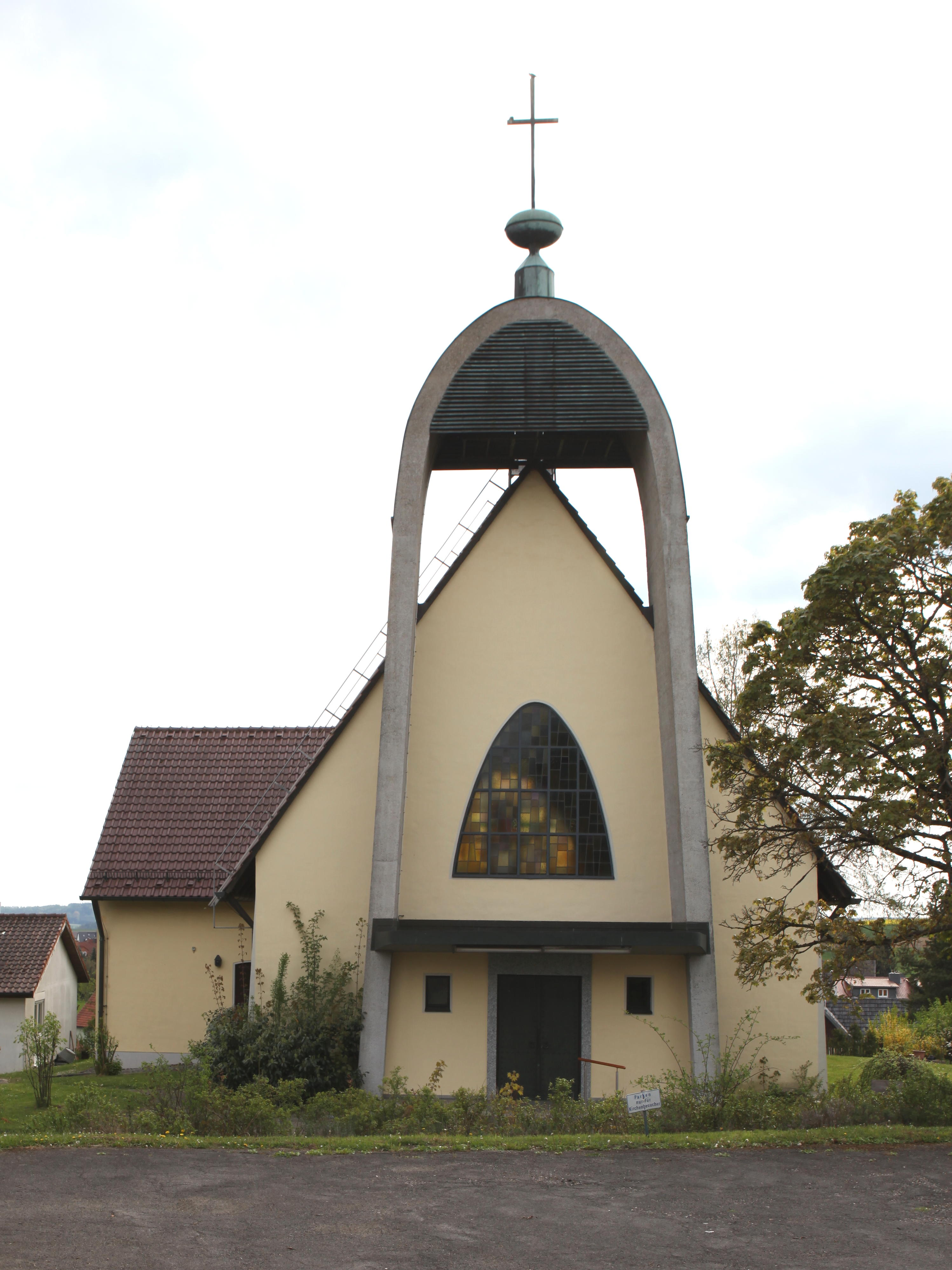
St. Bonifaz in Oberlauter

## Geschichte
Nach dem Zweiten Weltkrieg gab es in Lautertal eine katholische Gemeinde mit rund 500 Mitgliedern. In der Folge wurden durch Kapläne der Coburger Gemeinde St. Augustin in unregelmäßigen Abständen Gottesdienste in Oberlauter Gaststätten und alle vier Wochen im Altersheim Neukirchen abgehalten.
Im November 1954 gründete daher der Kaplan Kurt Jahnke einen Kirchenbauverein und 1955 wurde ein Bauplatz in Oberlauter erworben. Der Kirchenbau begann am 15. Juli 1956 mit der Grundsteinlegung und im November 1956 war Richtfest. Am 25. August 1957 weihte der Bamberger Domkapitular Franz Joseph Schmitt, der von 1933 bis 1933 Pfarrer in St. Augustin war, die Kirche. Das Gotteshaus hatte der Coburger Architekt Josef Rauschen geplant. Die Finanzierung erfolgte durch das Bamberger erzbischöfliche Ordinariat und Spenden der Oberlauter Papierfabrik sowie der Gemeinde.
Im Jahr 1958 wurden zwei Glocken mit den Namen Franziskus und Maria auf den Glockenbogen gezogen. Im Mai 1967 folgte die Zuordnung von St. Bonifaz zu der Coburger Gemeinde St. Marien. 1986 ließ die Kirchengemeinde zur Verbesserung der Optik eine Holzverschalung einbauen und 1994 erwarb sie in Burghausen eine Orgel der Firma Schmid mit neun Registern auf zwei Manualen und Pedal.
Mitte der 2010er Jahre gehören zur Filialkirchengemeinde St. Bonifaz etwa 700 Gemeindemitglieder in Lautertal, Meeder und Wiesenfeld bei Coburg.

## Beschreibung
Das Kirchhaus ist ein Satteldachbau mit einem steilen, hohen Dach und einem Sakristeianbau. Ein parabelförmiger Glockenbogen aus Stahlbeton überragt das Kirchendach um etwa zwei Meter. Er steht an dem nordöstlichen Giebel mit dem Haupteingang und ist als ein offener Kirchturm gestaltet, in dem das Geläut hängt. Den Innenraum überspannen drei Stahlbetonbögen in Parabelform.
Die südwestliche Giebelwand hinter dem Altar zeigt ein Christusbild in einem bis zu sieben Meter hohen parabelförmigen Glasfenster der Coburger Kunstglaserei Bringmann und Schmidt. Es stellt den triumphierenden Christus und sein Heilswerk dar. Unten befindet sich eine dunkle, graue und violette Zone. Sie steht für die Passion, das Leiden Christi und auch des Menschen Leid. Darüber ist eine goldgelbe Zone angeordnet, die das Licht, der Auferstehung, der Auferweckung vom Tod durch Gottes Kraft und Macht symbolisiert. Jesus tritt als gekrönter Christkönig von dem Kreuz, das als grünender Lebensbaum der Hoffnung gemalt ist.